# Helmuth Hübener
Helmuth Hübener (ur. 8 stycznia 1925 w Hamburgu, zm. 27 października 1942 w więzieniu Plötzensee w Berlinie) – niemiecki nastolatek, najmłodsza ofiara nazistowskiego Volksgerichtshofu, skazany na karę śmierci za rozpowszechnianie ulotek o treści antywojennej.

## Życiorys
Helmuth Hübener urodził się w apolitycznej rodzinie członków Kościoła Jezusa Chrystusa Świętych w Dniach Ostatnich. Po ukończeniu szkoły średniej podjął pracę jako stażysta w urzędzie pracy w hamburskim Bieberhaus. W połowie 1941 zaczął regularnie słuchać audycji radiowych BBC i na ich podstawie tworzył i kolportował ulotki o treści antywojennej i antynazistowskiej. Do współpracy wciągnął trzech kolegów, byli to Karl-Heinz Schnibbe i Rudolf Wobbe, a później Gerhard Düwer. Ocenia się, że grupa rozprowadziła ok. 60 ulotek w nakładzie od trzech do pięciu tysięcy sztuk.
Na początku lutego 1942 Hübener został aresztowany przez Gestapo. Po brutalnym śledztwie stanął 11 sierpnia 1942 przed Volksgerichtshofem oskarżony o zdradę, sprzyjanie wrogom III Rzeszy i inne przewinienia. 17-letniego wówczas oskarżonego trybunał ten skazał na karę śmierci, a jego współpracowników na kary więzienia od 4 do 10 lat. Wyrok wykonano 27 października 1942, Hübener został ścięty w więzieniu Plötzensee.
Postać Helmutha Hübenera inspirowała wielu twórców. Pisał o nim m.in. Günter Grass w powieści Örtlich betäubt (Znieczulenie lokalne), w 2003 Richard Lloyd Dewey wydał Hubener vs. Hitler: A Biography of Helmuth Hubener, Mormon Teenage Resistance Leader. W 2008 ukazała się fabularyzowana powieść The Boy Who Dared amerykańskiej autorki literatury młodzieżowej Susan Campbell Bartoletti, inna jej powieść Hitler Youth: Growing Up in Hitler's Shadow też nawiązuje do losów grupy Hübenera. W 2011 powstał film Truth & Treason, w roli Hübenera wystąpił Haley Joel Osment.